# Claire Mathon
Claire Mathon (née en 1975) est une directrice de la photographie française.

## Biographie

### Formation
Claire Mathon apprend son métier à la classe préparatoire "Cinésup" à Nantes, puis est diplômée de l'École nationale supérieure Louis-Lumière (promotion Cinéma 1998).

### Parcours
Elle signe l'image de nombreux films remarqués du cinéma de fiction français, comme le Portrait de la jeune fille en feu qui obtient le César de la meilleure photographie aux César 2020 ou Saint Omer d'Alice Diop mais aussi de documentaire comme, par exemple, La Ligne de partage des eaux, de Dominique Marchais, dont elle assure l'image avec Sébastien Buchmann.
Avec Caroline Champetier, Sabine Lancelin, Irina Lubtchansky ou encore Jeanne Lapoirie, Claire Mathon participe au rayonnement international des cheffes opératrices françaises.

### Enseignement
Elle intervient dans des écoles de cinéma, par exemple à la CinéFabrique.

## Filmographie

### Longs métrages
- 2006 : Horezon de Pascale Bodet
- 2006 : Pardonnez-moi de Maïwenn
- 2009 : La Reine des pommes de Valérie Donzelli
- 2009 : La Vie au ranch de Sophie Letourneur
- 2009 : Le Bal des actrices de Maïwenn
- 2009 : Plein sud de Sébastien Lifshitz
- 2010 : Angèle et Tony d'Alix Delaporte
- 2010 : Ich bin eine Terroristin de Valérie Gaudissart
- 2011 : En ville de Valérie Mréjen et Bertrand Schefer
- 2011 : Polisse de Maïwenn (cadreuse)
- 2012 : Trois Mondes de Catherine Corsini
- 2013 : L'Inconnu du lac d'Alain Guiraudie
- 2013 : The Ugly One d'Éric Baudelaire
- 2014 : Le Dernier Coup de marteau d'Alix Delaporte
- 2015 : Mon roi de Maïwenn
- 2015 : Les Deux amis de Louis Garrel
- 2015 : Comme un avion de Bruno Podalydès
- 2016 : Rester vertical d'Alain Guiraudie
- 2017 : Une vie violente de Thierry de Peretti
- 2018 : Carte de visite de Michel Zumpf
- 2019 : Raoul Taburin de Pierre Godeau
- 2019 : Atlantique de Mati Diop
- 2019 : Portrait de la jeune fille en feu de Céline Sciamma
- 2021 : Spencer de Pablo Larraín
- 2021 : Petite Maman de Céline Sciamma
- 2021 : Enquête sur un scandale d'État de Thierry de Peretti
- 2022 :  Saint Omer  d'Alice Diop
- 2024 : Miséricorde d'Alain Guiraudie
- 2024 : Pan to Mime de Michel Zumpf
- 2024 : Saint-Ex de Pablo Agüero

### Courts métrages
- 2000 : Christmas Eve d'Arnault Labaronne
- 2001 : Le Chemin de traverse de  Marina Deak
- 2001 : L'Impatience de Sébastien de Fonseca
- 2002 : La Fourmi amoureuse de  José Hernandez
- 2002 : Sans regrets de Christophe Devauchelle et Stéphane Kneubuhler
- 2003 : Leila de Ian Dodds et Jean-Cyril Rossier
- 2003 : La femme qui a vu l'ours de Stéphane Cabel et Patrice Carré
- 2004 : Ça fait mal à mon cœur de Stéphanie Noël
- 2004 : L'Étrangère de Nicolas Namur
- 2005 : Moloch, les chairs vives de Nicolas Namur
- 2005 : Saison de Julien Sallé
- 2005 : Le petit chevalier de Sami Lorentz
- 2006 : Cauchemar du perdeur de clés de Paul Saintillan
- 2006 : Comment on freine dans une descente ? d'Alix Delaporte
- 2007 : Entracte de Yann Gonzalez
- 2007 : Tel père telle fille de Sylvie Ballyot
- 2008 : Taxi wala de Lola Frederich
- 2008 : Les hommes sans gravité de Éléonore Weber
- 2008 : La Résidence Ylang Ylang d'Hachimiya Ahamada
- 2008 : Baïnes de Salomé Stévenin
- 2009 : Action = militantes de  Valérie Mréjen
- 2009 : French Courvoisier de  Valérie Mréjen
- 2009 : L'Échappée belle de François Tessier
- 2011 : La Piqûre de Paul Saintillan
- 2011 : L'Imprésario de Serge Bozon
- 2014 : T.W.E d'Itvan Kebadian
- 2014 : Poisson de Aurélien Vernhes-Lermusiaux
- 2017 : Médée de Mikael Buch

### Documentaires
- 2009 : À l'Ouest, un souffle nouveau de Frédéric Lebugle
- 2010 : Le chemin noir d'Abdallah Badis
- 2010 : Nous étions communistes (Sheoeyin Kenna) de Maher Abi Samra
- 2011 : Exercice de fascination au milieu de la foule de Valérie Mréjen et Bertrand Schefer
- 2012 : ABCDEFGHIJKLMNOP(Q)RSTUVWXYz de Valérie Mréjen et Bertrand Schefer
- 2012 : On remuait les lèvres mais on ne disait rien de Gabrielle Schaff
- 2013 : La Ligne de partage des eaux de Dominique Marchais
- 2015 : Des hommes debout de Maya Abdul-Malak
- 2015 : Le fils étranger d'Abdallah Badis
- 2016 : Chacun sa bonne (Makhdoumin) de Maher Abi Samra
- 2017 : La fureur de voir de Manuel von Stürler
- 2017 : Also Known as Jihadi d'Éric Baudelaire
- 2018 : Nul homme n'est une île de Dominique Marchais
- 2019 : Un film dramatique d'Éric Baudelaire

### Télévision
- 2018 : La Vallée de Jean-Stéphane Bron

## Distinctions

### Récompenses
- Festival de Cannes 2019 : prix CST de l'artiste technicien, mention spéciale pour Portrait de la jeune fille en feu et Atlantique
- Lumières de la presse internationale 2020 : Lumière de la meilleure image pour Portrait de la jeune fille en feu
- César 2020 : César de la meilleure photographie pour Portrait de la jeune fille en feu
- Festival international du film de Saint-Sébastien 2021 : prix de la meilleure photographie pour Enquête sur un scandale d’État[5]

### Nominations
- César 2014 : Meilleure photographie pour L'Inconnu du lac
- Lumières de la presse internationale 2016 : Prix de la meilleure photographie pour Le Dernier Coup de marteau, Mon roi et Les Deux Amis
- César 2023 : Meilleure photographie pour Saint Omer
- César 2025 : Meilleure photographie pour Miséricorde